# Christian Fabrice Okoua
Christian Fabrice Okoua (18 de novembro de 1991) é um futebolista profissional marfinense que atua como goleiro.

## Carreira
Christian Fabrice Okoua representou a Seleção Marfinense de Futebol, nas Olimpíadas de 2008. 